# Société Hautier
Société Hautier est un constructeur automobile français.

## Production

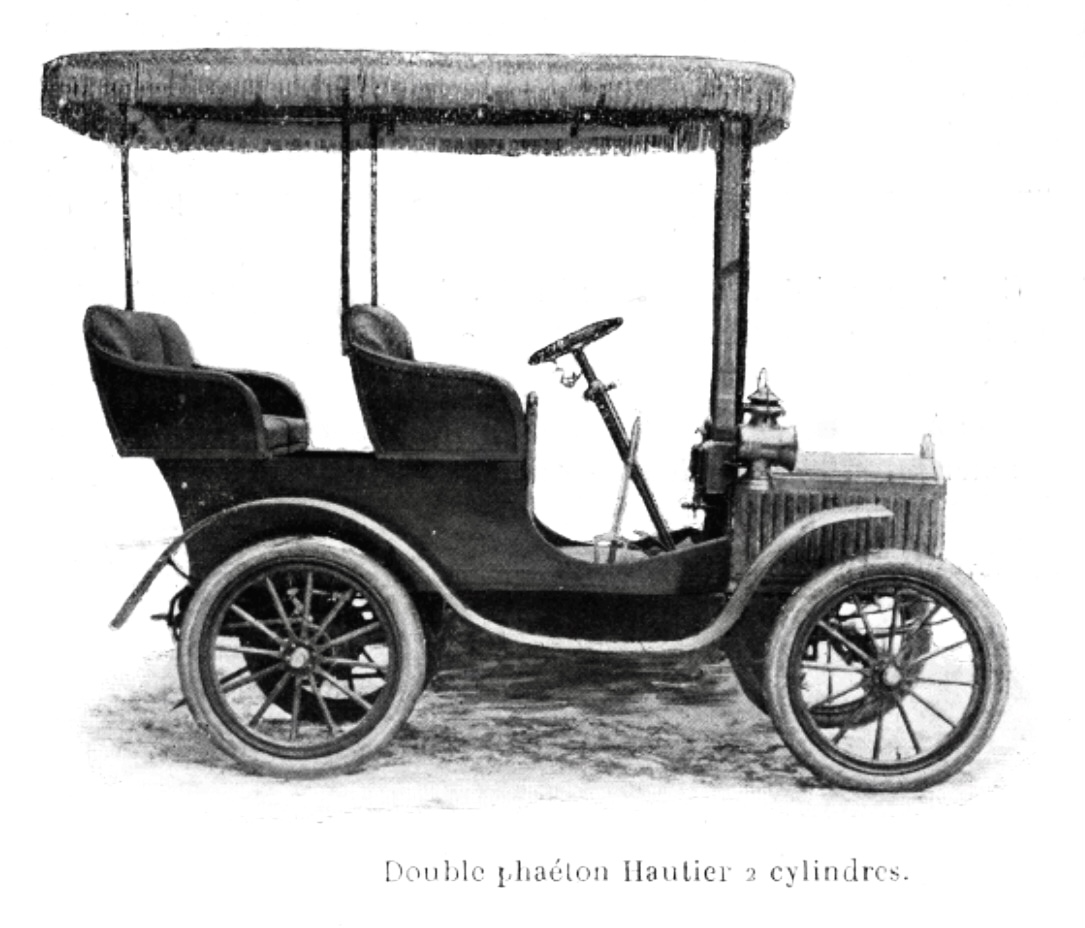
1902, Double Phaéton Hautier

La Société Hautier, basée à Paris, a commencé à produire des automobiles en 1899. L’usine était située au 13, Avenue Théophile-Gautier. Le directeur général était Camille Hautier. Hautier présente ses moteurs à quatre temps sous le nom d'« Espérance » dès 1899 à l’Exposition des Tuileries. En 1902, il existe quatre modèles différents de véhicules Hautier.
- Le Type C avait un moteur monocylindre de 7 ch à partir de 903 cm3. (Alésage 100 mm et course 115 mm). La voiture avait une boîte de vitesses à trois rapports avec marche arrière. Le prix de vente était de 4 000 francs pour un châssis et de 4 900 francs pour un véhicule complet.
- Le Type D avait un moteur bicylindre de 13 ch à partir de 1 806 cm3. (Alésage 100 mm et course 115 mm) La voiture avait une boîte de vitesses à quatre rapports avec marche arrière. Le prix de vente était de 8 000 francs pour un châssis et de 9 000 francs pour un véhicule complet.
- La Type E avait un moteur quatre cylindres de 18 ch à partir de 3 613 cm3. (Alésage 100 mm et course 115 mm)[4] La voiture avait une boîte de vitesses à quatre rapports avec marche arrière. Le prix de vente était de 12 500 francs pour un châssis et de 14 000 francs pour un véhicule complet.
- Le type F, qui est un camion, avait un moteur monocylindre de 10 ch. La voiture avait une boîte de vitesses à trois rapports avec marche arrière[5].

La production s’est terminée en 1905.

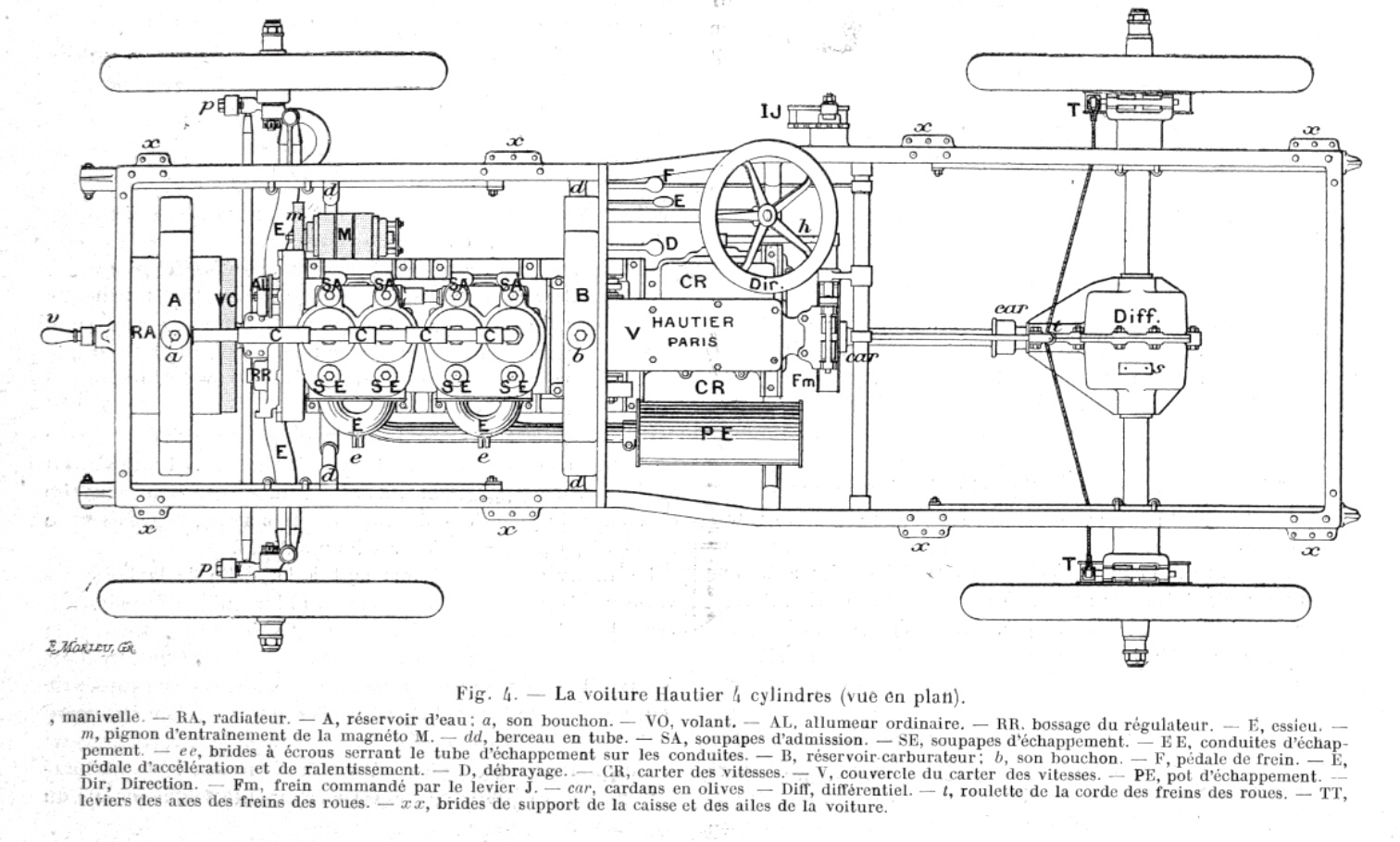
1902, Hautier 4 cylindres
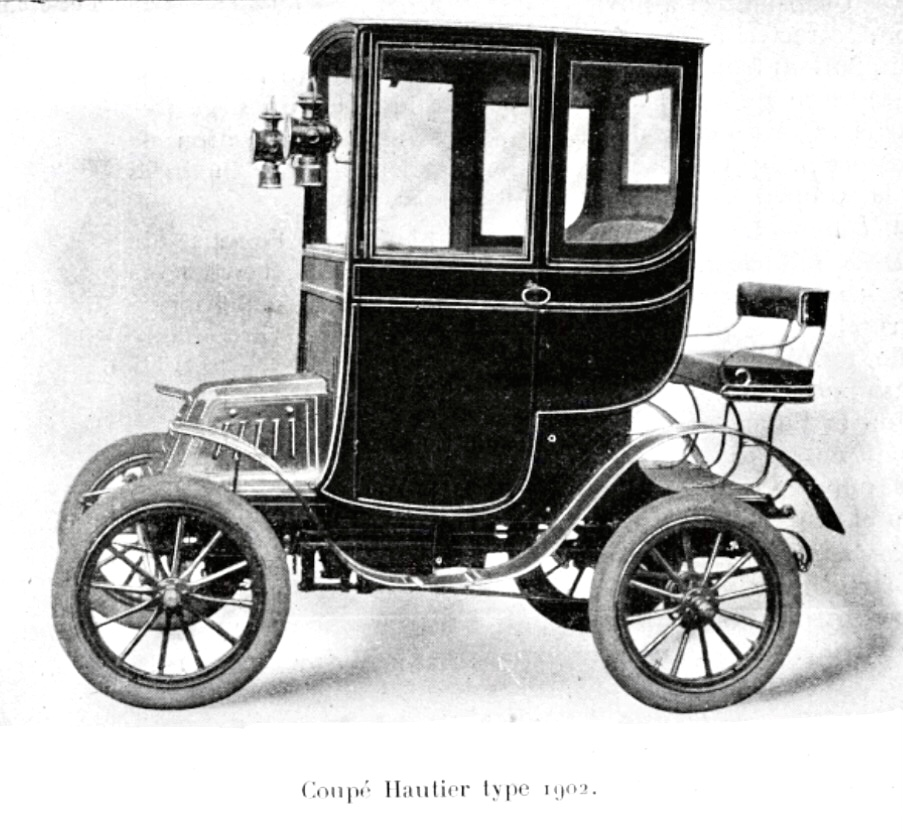
1902, Coupé Hautier
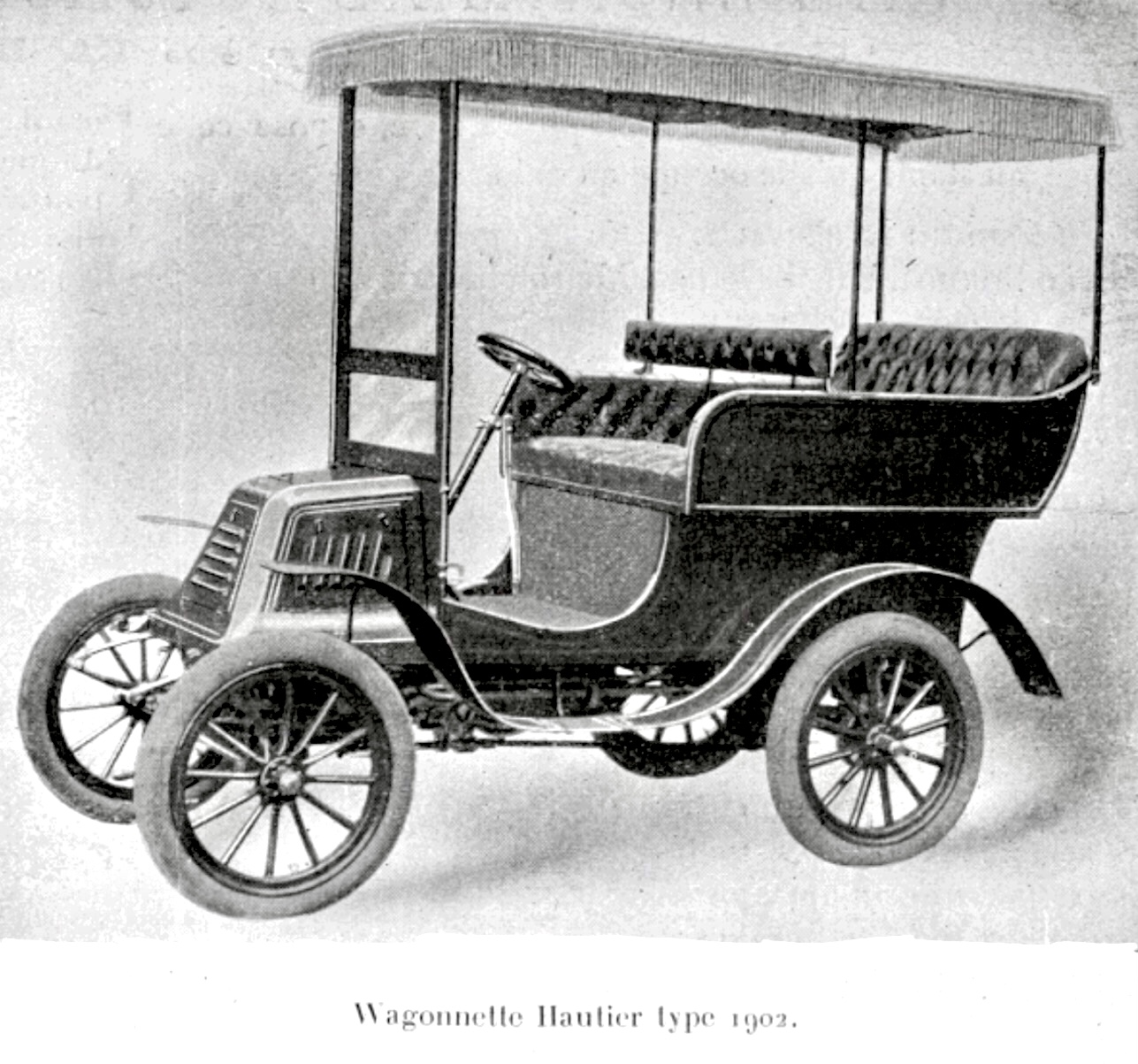
1902, Wagonette Hautier
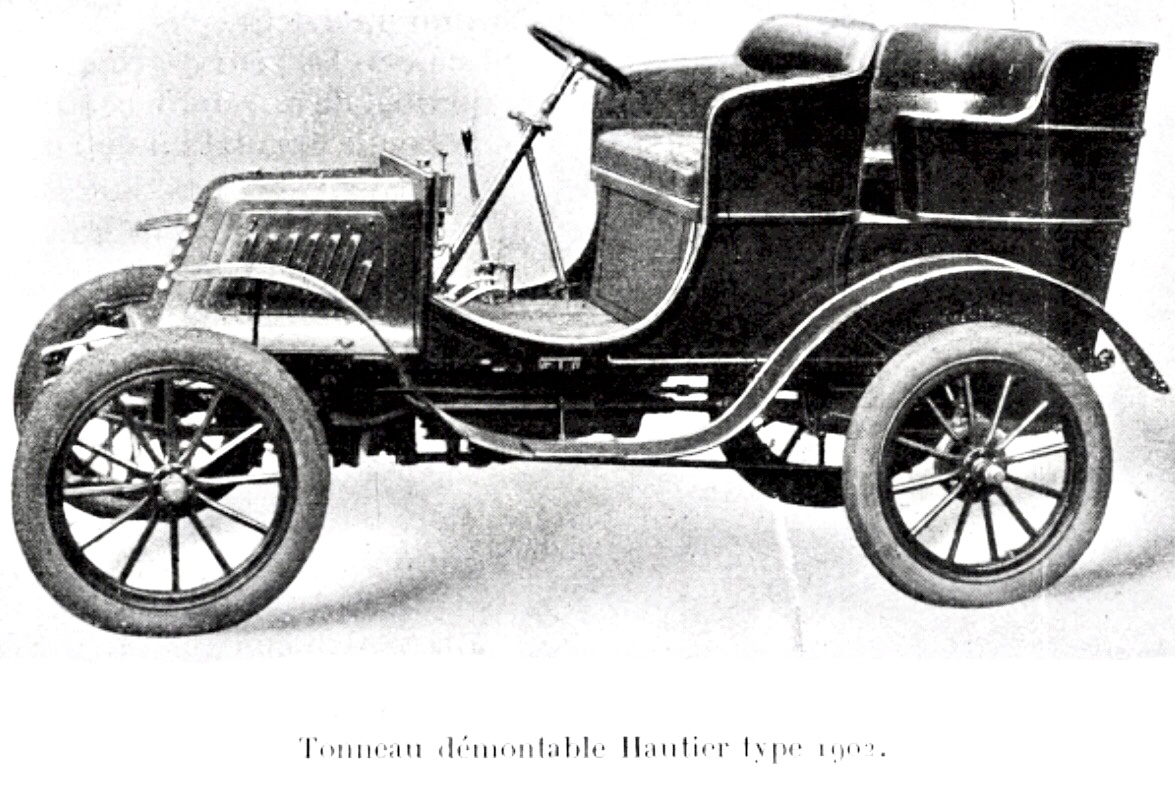
1902, Tonneau démontable Hautier
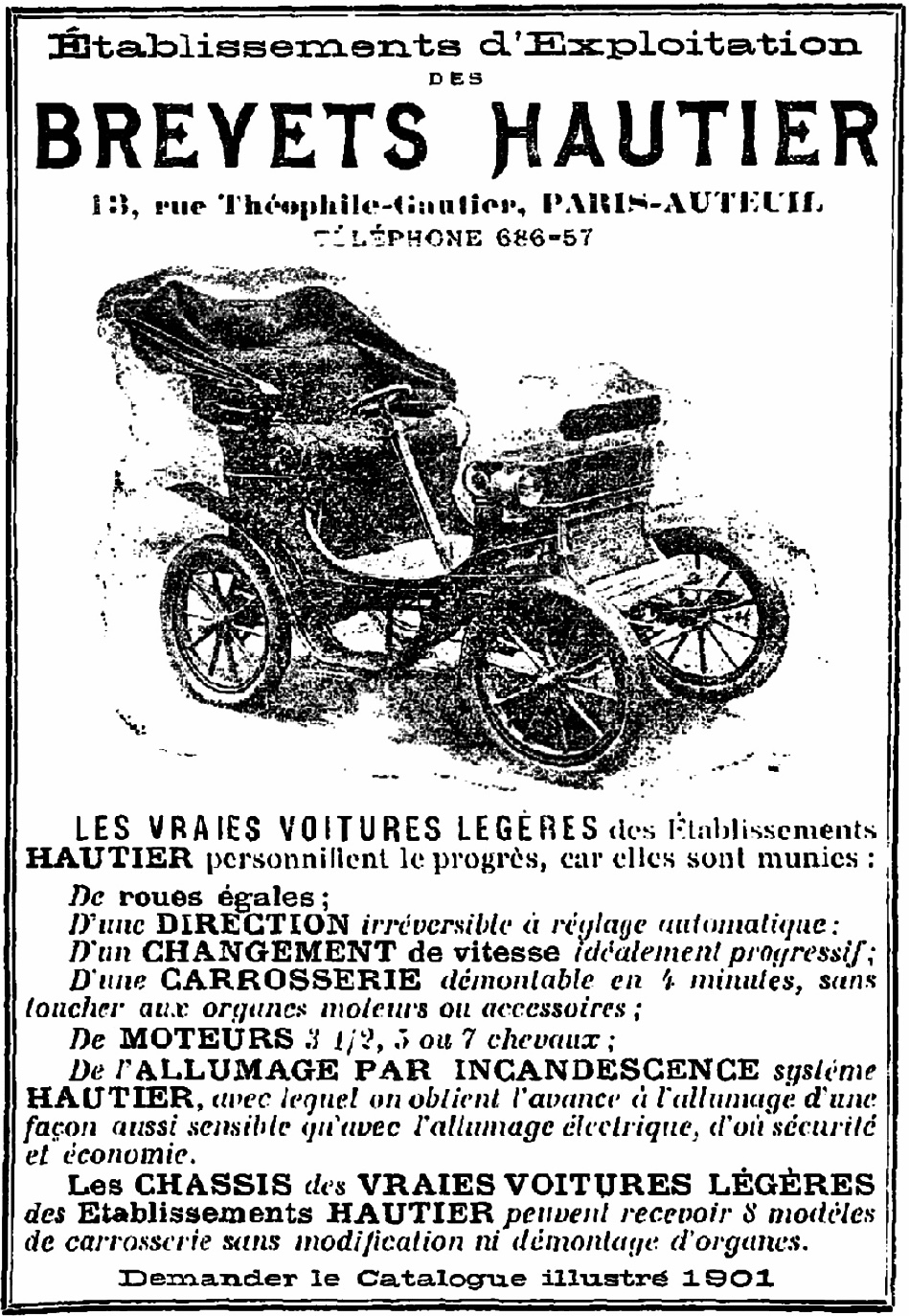
Hautier (1901)